# Jacob Kohnstamm
Jacob Kohnstamm (Wassenaar, 14 november 1949) is een Nederlandse ex-politicus voor D66. Voor deze politieke partij was hij gekozen als volksvertegenwoordiger in de Tweede Kamer en later de Eerste Kamer en vervulde hij de functie van staatssecretaris van Binnenlandse Zaken. Daarnaast en nadien vervulde en vervult hij meerdere andere bestuurlijke functies.

## Levensloop
Kohnstamm, oudste zoon van Max Kohnstamm en Kathleen Sillem, werkte na voltooiing van zijn studie rechten aan de Universiteit van Amsterdam van 1977 tot 1981 en van 1982 tot 1986 als advocaat. Hij werd in 1981 gekozen tot volksvertegenwoordiger in de Tweede Kamer, bij politieke partij D66. Voor deze fractie werd hij woordvoerder op de terreinen defensie, politie en justitie. Van 1982 tot 1986 bekleedde hij het landelijk voorzitterschap van de partij. Hij stelde zich in oktober 1983 persoonlijk op de hoogte over een uitglijder van het Openbaar Ministerie bij het grootschalig ingrijpen bij een Tai Chi-groep die, na achteraf bleek, onterecht verdacht werd van kinderverwaarlozing.
Van 1986 tot 1994 was Kohnstamm opnieuw lid van de Tweede Kamer. In de eerste zittingsperiode (1986 tot 1989) trad hij op als woordvoerder binnenlandse zaken, politie en het Midden-Oosten. Hij bekleedde in die periode ook het voorzitterschap van de Vaste Kamercommissie Nationale Ombudsman. In de daaropvolgende parlementaire periode (1989 tot 1994) was hij woordvoerder op de beleidsterreinen van volksgezondheid, politie en het Midden-Oosten, en voorzitter van de Vaste Kamercommissie voor Politie.
Van 1994 tot 1998 was Kohnstamm staatssecretaris van Binnenlandse Zaken, in het bijzonder verantwoordelijk voor het ontwikkelen van het grotestedenbeleid. Nadat hij in 1999 een sabbatsjaar had gehouden, was hij van 1999 tot 2004 Eerste Kamerlid. In 2004 werd hij benoemd tot voorzitter van het College bescherming persoonsgegevens (CBP), sinds 2016 de Autoriteit Persoonsgegevens (AP) geheten. In deze hoedanigheid waarschuwde hij regelmatig voor de grote invloed van de zich steeds verder ontwikkelende informatietechnologie en de eventuele aantasting van de privacy die daaruit kan voortvloeien. In 2010 werd hij gekozen tot voorzitter van de “Working Party 29” (WP 29), waarin de 27 privacytoezichthouders in de Europese Unie bijeen komen om de Europese Commissie en het Europees Parlement te adviseren, acties te coördineren en te werken aan gelijkluidende uitleg van de bepalingen van de Privacyrichtlijn uit 1995. Als voorzitter van de Working Party 29 adviseerde hij de Europese Commissie en het Europees Parlement te werken aan een gelijkluidende uitleg van de bepalingen van de privacyrichtlijn uit 1995.
Van 2011 tot 2015 was Kohnstamm tevens voorzitter van de jaarlijks georganiseerde wereldconferentie over privacy.
In 2016 werd hij benoemd tot coördinerend voorzitter van de Gegevensbeschermingsautoriteit van Jersey.
In Nederland was hij voorzitter van een aantal andere organisaties, onder andere die van de Regieraad ICT en Politie. Daar kwam vanaf 2016 het voorzitterschap van de Regionale Toetsingscommissies Euthanasie bij. Daarna is hij nog enige tijd AP-voorzitter in deeltijd gebleven. Vanwege zijn voormalig voorzitterschap van de Nederlandse Vereniging voor een Vrijwillig Levenseinde (NVVE) kwam er kritiek van de SGP en de ChristenUnie omdat Kohnstamm nauwe verbondenheid zou hebben met pro-euthanasie-standpunten. Van 2004 tot 2009 was hij voorzitter van de raad van Commissarissen van achtereenvolgens de woningbouwcorporaties Het Oosten en Stadgenoot. Van 1999 tot 2009 was hij voorzitter van de Humanistische Omroep; van 2000 tot 2005 lid van de raad van advies van de Publieke Omroep; en van 2002 tot 2006 voorzitter van het bestuur van de World Federation for the Right to Die societies.

## Nevenfuncties
- Voorzitter van het bestuur van het Garantie Instituut voor de Woningbouw (sinds 2004);
- Voorzitter van de raad van Commissarissen van de woningbouwcorporatie Stadgenoot, voormalig Het Oosten (sinds 2000);
- Voorzitter van de Stichting Stimuleringsfonds Openbare Gezondheidszorg (sinds 2000);
- Voorzitter van de Humanistische Omroep (sinds 1999) en van de organisatie ex art 39 van de Mediawet van 1988 (tot 10 oktober 2005) en uit dien hoofde lid van de Raad van Toezicht van de Publieke Omroep (tot 1 september 2005);
- Voorzitter van de Nederlandse Vereniging voor een Vrijwillig Levenseinde (NVVE) van 2000 tot 2006 en lid van het bestuur van de World Federation for the Right to Die Societies sinds 2002;
- Voorzitter bestuur Leo Smit Stichting;
- Voorzitter van het bestuur van het Internationaal Kamermuziekfestival Schiermonnikoog (2010-2016);
- Voorzitter van de raad van Toezicht van de stichting Vluchteling (2011-2019);
- Voorzitter bestuur Stichting Verzetsmuseum Amsterdam (2015-2020);
- Vice-voorzitter van de staatscommissie parlementair stelsel (Commissie Remkes)
- Voorzitter Evaluatiecommissie restitutiebeleid naziroofkunst Tweede Wereldoorlog (2019)[5]
- Voorzitter Adviescommissie Restitutieverzoeken Cultuurgoederen en Tweede Wereldoorlog, "de Restitutiecommissie" (2021-2023)[6]